# ريجنالد باركر (لاعب رماية)
ريجنالد باركر (بالإنجليزية: Reginald Parker)‏ هو لاعب رماية أسترالي، (و. 1916 – 1966 م).

## وصلات خارجية
- ريجنالد باركر على موقع أوليمبيديا (الإنجليزية)